# Polycentropus vanderpooli
Polycentropus vanderpooli är en nattsländeart som beskrevs av Oliver S. Flint Jr. 1976. Polycentropus vanderpooli ingår i släktet Polycentropus och familjen fångstnätnattsländor. Inga underarter finns listade i Catalogue of Life.